# Marie Catrix
Marie Catrix est une actrice française surtout connue pour son rôle de Morgane Guého dans le feuilleton télévisé Demain nous appartient.

## Filmographie

### Cinéma

#### Longs métrages
- 2011 : L'Exercice de l'État de Pierre Schoeller : une journaliste
- 2017 : Le Serpent aux mille coupures d’Éric Valette : la gendarmette
- 2012 : Comme un chef de Daniel Cohen[3]

#### Courts métrages
- 2012 : Dixit de Leslie Villiaume : la femme qui aime le shopping
- 2013 : Voix de Jules Carrin
- 2017 : Je suis Jacques Chirac de[Qui ?] : l'officier de police
- 2019 : Trop c'est trop de John M. Keller : Élodie

### Télévision

#### Séries télévisées
- 2009 : Pigalle, la nuit : la stripteaseuse blasée (saison 1, épisode 2)
- 2012 : Si près de chez vous : Hélène (Un redoutable avocat abattu au silencieux)
- 2013 : Nos chers voisins : Olivia (saison 2)
- 2013 : La Croisière : la touriste espagnole / femme à l'embarquement (2 épisodes)
- 2013 : Petits secrets entre voisins : Charlotte (épisode : Une voisine accueillante)
- 2014 : Petits secrets entre voisins : Lola (épisode : Ras le blog)
- 2015 : Léo Matteï, Brigade des mineurs : Marie Joffrin (saison 3, épisode 1 : Secrets de famille)
- 2018 : Insoupçonnable : Céline Coderre (4 épisodes)
- 2019-2021 et 2023 : Demain nous appartient : Morgane Guého (épisodes 382-383 ; 390-1004 ; 1455-1485)
- 2020 : Demain c'est confinement (version comique et confinée de Demain nous appartient) : Morgane Guého

## Théâtre
- 2002 : Hot House de Harold Pinter, mise en scène par Maxime Pecheteau[3]
- 2003 : La Double Inconstance de Marivaux, mise en scène par Raymond Acquaviva[3]
- 2004 : Les Femmes savantes de Molière, mise en scène par Roch Antoine Albaladejo[3]
- 2012 : Un tramway nommé désir de Tennessee Williams, mise en scène par Steve Kalfa[3]
- 2016 : Il ne faut jurer de rien d’Alfred de Musset, mise en scène par L. Czerniak[3]
- 2016 : La Ménagerie de verre de Tennessee Williams, mise en scène par Patrick Alluin[3]
- 2017 : La Mouette d’Anton Tchekhov, mise en scène par Giles Forman[3]
- 2017 : Antigone de Sophocle, mise en scène par Lysandre Mbappé[3]
- 2017 : La Trilogie de Belgrade de Biljana Srbljanović, mise en scène par Mélody Maloux[3]
- 2017 : La Réunification des deux Corées de Joël Pommerat, mise en scène par D. Rataud[3]